# Лонго, Морено
Морено Лонго (итал. Moreno Longo; 14 февраля 1976, Грульяско, Италия) — итальянский футболист, выступавший на позиции защитника; тренер.

## Карьера

### Игровая
Морено начал свою игровую карьеру в молодёжной команде «Ласкарис». В 1987 году Морено переехал в Турин и дебютировал в Серии А за клуб «Торино» в сезоне 1994/95 в матче с «Миланом». Данный матч закончился поражением «быков» (5:1).
В том же году он выиграл престижный «Торнео ди Виареджо» с командой «примаверы», а затем сыграл ещё пару матчей за основной состав. В сезоне 1995/96 он сыграл 11 матчей в Серии А за «гранатовых», однако сезон сложился для команды неудачно. Клуб вылетел (в 3-й раз в своей истории) в Серию B. Во второй лиге Лонго сыграл 18 матчей, параллельно сыграв в «Торнео ди Виареджо» за молодёжную команду, проиграв в итоге «Бари».

### Тренерская
4 февраля 2020 года назначен главным тренером «Торино».